# فرش وغطا (فلم)
فرش وغطا هو فيلم مستقل مصري بطولة آسر ياسين، وهو من إنتاج شركة فيلم كلينيك بالتعاون مع شركة مشروع، وهو الإخراج الثالث للمخرج المصري أحمد عبد الله السيد بعد فيلميه هليوبوليس وميكروفون
فرش وغطا (بالإنجليزية: Rags & Tatters) هو فيلم مصري. مستقل أنتج في عام 2013، هو الإخراج الثالث لـ أحمد عبد الله السيد، الذي عمل في حقل المونتاج السينمائي من قبل. الفيلم من إنتاج فيلم كلينيك - للمنتج محمد حفظي، وشارك في الإنتاج عمر شامة الذي كتب سيناريو فيلم بعد الموقعة للمخرج يسري نصر الله عام 2012

## القصة
في الأيام الأولى من اعتصام التحرير في يناير 2011، يتم فتح السجون، ليجد البطل نفسه طليقًا فجأة، لكنه وحيدًا يواجه عالمًا يتغير.. يتحرك عبر محطات عدة في عوالم وأحياء قاهرية تم تهميشها واختزال مآسيها مع الوقت.

## الشخصيات
- - آسر ياسين. .. الفتى
- عمرو عابد. ... صديقه بالمسجد
- يارا جبران.... الأخت
- محمد ممدوح..... زميل السجن
- لطيفة فهمي. ... الأم
- عاطف يوسف. ... شاب
- سندس شبايك. ... صديقة قديمة
- منى الشيمي. ... زوجة الزميل

## فريق العمل
- تأليف وإخراج: أحمد عبد الله السيد
- مدير التصوير: طارق حفني
- مدير الإنتاج: هاني صقر
- مونتاج: هشام صقر
- مهندس الديكور: نهال فاروق
- مهندس صوت: أحمد مصطفى صالح
- مكساج: KOSTAS VARIBOPIOTIS
- مساعد مخرج: عمر الزهيري
- إنتاج: شركة فيلم كلينك[1]

## حول التصوير
تم تصوير الفيلم بالكامل بأماكنه الطبيعية، حيث تم التصوير في حي الزبالين بجوار منشية ناصر ومقابر الإمام الليثي. فضلًا عن مناطق متعددة بالصحاري.

## المهرجانات الدولية
تم افتتاح الفيلم رسميًا في مهرجان تورونتو السينمائي الدولي  والذي يعد من أهم مهرجانات العالم، كما يشارك في مهرجانات أخرى مثل مهرجان لندن السينمائي الدولي في المسابقة الدولية، وهو الفيلم العربي الوحيد بهذه المسابقة المهمة.
و قد فاز بالجائزة الكبرى «الأنتيجون الذهبي» في مهرجان مونبلييه لدول البحر المتوسط في دورته الخامسة والثلاثين.

## روابط خارجية
- مقالات تستعمل روابط فنية بلا صلة مع ويكي بيانات